# Gare de Mont-Saint-Martin
Pour les articles homonymes, voir Gare de Saint-Martin.
La gare de Mont-Saint-Martin est une gare ferroviaire française de la ligne de Longuyon à Mont-Saint-Martin (vers Athus), située sur le territoire de la commune de Mont-Saint-Martin dans le département de Meurthe-et-Moselle en région Grand Est. Elle est aussi l'origine du raccordement de Mont-Saint-Martin à Rodange (L) vers Bettembourg et Luxembourg, dit « ligne de Longuyon à Mont-Saint-Martin (vers Luxembourg) ».
Construite par la Compagnie des chemins de fer des Ardennes, elle est mise en service en 1863 par la Grande compagnie du Luxembourg. Elle est fermée dans les années 1970, avant la destruction du bâtiment voyageurs en 1984.

## Situation ferroviaire
Établie à 264 mètres d'altitude, la gare de Mont-Saint-Martin est située au point kilométrique (PK) 246,611 de la ligne de Longuyon à Mont-Saint-Martin (vers Athus), entre la gare de Longwy et la frontière.

## Histoire
Construite et appartenant à la Compagnie des chemins de fer des Ardennes, la gare de Mont-Saint-Martin est mise en service le 12 février 1863 par la Grande compagnie du Luxembourg, en application de la convention internationale du 20 septembre 1860.
Elle est située à proximité du Grand Hôtel Saint-Martin,.
Le bâtiment voyageurs est détruit en 1984. Une passerelle piétonne a été érigée là où se trouvait la gare.

## Service des voyageurs
Gare fermée avant 1984.

## Triage de Mont-Saint-Martin
Le triage est fermé dans les années 1980 après la fin de la sidérurgie et la destruction des usines.